# Хајлброн
Хајлброн (њем. Heilbronn) општина је у њемачкој савезној држави Баден-Виртемберг. Посједује регионалну шифру (AGS) 8121000. У Хајлброну живи више од 120.000 становника. Град лежи на реци Некар.

## Географски и демографски подаци
Општина се налази на надморској висини од 157 метара. Површина општине износи 99,9 .

## Становништво
У самом мјесту је, према процјени из 2010. године, живјело 122.415 становника. Просјечна густина становништва износи 1.226 становника/.